# Zastava Litve
Zastava Litve je prihvaćena 20. ožujka 1989. godine. Sastoji se od triju jednako širokih vodoravnih pruga, žute, zelene, i crvene boje. Iste boje su bile na zastavi neovisne države Litve, od 1918. do 1940. godine, ali s omjerom dužine i širine 2:3. Od 1989. do 2004. godine, omjer je bio 1:2, isti omjer sa zastave Sovjetske Republike Litve.
Dana 5. rujna 2004. godine, omjer dužine i širine promijenjen je na 3:5.
Žuta boja simbolizira brončana polja Litve, zelena simbolizira zelenu prirodu, a crvena simbolizira svu krv koja se prolila za Litvu.

## Vanjske poveznice
- Flags of the World